# Tina Kennard
Pour les articles homonymes, voir Kennard.
Tina Kennard est un personnage fictif créé par Ilene Chaiken pour la série télévisée The L Word. Elle est interprétée par l'actrice Laurel Holloman. Elle apparaît dans toutes les saisons de la série, de la 1re à la 6e.
D'un tempérament assez passif, Tina a fait beaucoup de concessions pour son couple à commencer par la perte de son autonomie financière. Lorsqu'elle découvre la trahison de Bette Porter, elle décide de se reprendre en main pour son propre bien mais aussi celui de l'enfant qu'elle attend. Elle a une liaison avec Helena Peabody, avant de se remettre en couple avec Bette à la fin de la saison 2, durant laquelle Tina donne naissance à leur fille Angelica. Quelque temps après, le couple se disloque une nouvelle fois lorsque Tina ressent une attirance pour le sexe opposé. Elle a une liaison avec un homme, Henry, et c'est pendant celle-ci que Bette et Tina sont fortement en conflit, Tina allant même jusqu'à dire qu'elle ne veut plus que Bette adopte Angelica.Tina finit par rompre avec Henry, voyant que leur relation ne fonctionne pas vraiment. Elle traverse alors une période de célibat. Alice et les autres cherchent à lui faire rencontrer des femmes qui pourraient lui correspondre. Elle flirte plus ou moins avec Sam, qui travaille sur le tournage de Lez Girls, mais celle-ci lui fait comprendre que les choses ne sont, de manière flagrante, pas terminées avec Bette. Au début de la saison 5, Tina se rapproche de Bette, et elles finissent par coucher ensemble à nouveau. Mais Bette est en couple avec Jodi et les deux femmes craignent sa réaction. On nous confirme dans l'épisode 10 de la saison 5 que Bette et Tina s'aiment depuis toujours. Le couple se reforme donc à la fin de la saison, aux dépens de Jodi qui saura se venger. Dans la saison 6, Tina et Bette sont à nouveau heureuses ensemble, et envisagent d'avoir un deuxième enfant. Elles n'y parviendront cependant pas. Mais Tina décroche un emploi à New-York, et les deux femmes décident de déménager, afin de prendre un nouveau départ et de se dégager de la sphère lesbienne étouffante de Los Angeles. Bette annonce à Tina dans le dernier épisode qu'elle souhaite se marier avec elle à New-York, demande qui est bien sûr acceptée. Tout va donc pour le mieux pour le meilleur couple de The L Word. 

## Apparition du personnage par épisode
| Tina Kennard | Tina Kennard | Tina Kennard | Tina Kennard | Tina Kennard | Tina Kennard | Tina Kennard | Tina Kennard | Tina Kennard | Tina Kennard | Tina Kennard | Tina Kennard | Tina Kennard |
| Saison 1     | Saison 1     | Saison 1     | Saison 1     | Saison 1     | Saison 1     | Saison 1     | Saison 1     | Saison 1     | Saison 1     | Saison 1     | Saison 1     | Saison 1     |
| ------------ | ------------ | ------------ | ------------ | ------------ | ------------ | ------------ | ------------ | ------------ | ------------ | ------------ | ------------ | ------------ |
| 01           | 02           | 03           | 04           | 05           | 06           | 07           | 08           | 09           | 10           | 11           | 12           | 13           |
| Oui          | Oui          | Oui          | Oui          | Oui          | Oui          | Oui          | Oui          | Oui          | Oui          | Oui          | Oui          | Oui          |
| Saison 2     |              |              |              |              |              |              |              |              |              |              |              |              |
| 01           | 02           | 03           | 04           | 05           | 06           | 07           | 08           | 09           | 10           | 11           | 12           | 13           |
| Oui          | Oui          | Oui          | Oui          | Oui          | Oui          | Oui          | Oui          | Oui          | Oui          | Oui          | Oui          | Oui          |
| Saison 3     |              |              |              |              |              |              |              |              |              |              |              |              |
| 01           | 02           | 03           | 04           | 05           | 06           | 07           | 08           | 09           | 10           | 11           | 12           |              |
| Oui          | Oui          | Oui          | Oui          | Oui          | Oui          | Oui          | Oui          | Oui          | Oui          | Oui          | Oui          |              |
| Saison 4     |              |              |              |              |              |              |              |              |              |              |              |              |
| 01           | 02           | 03           | 04           | 05           | 06           | 07           | 08           | 09           | 10           | 11           | 12           |              |
| Oui          | Oui          | Oui          | Oui          | Oui          | Oui          | Oui          | Oui          | Oui          | Oui          | Oui          | Oui          |              |
| Saison 5     |              |              |              |              |              |              |              |              |              |              |              |              |
| 01           | 02           | 03           | 04           | 05           | 06           | 07           | 08           | 09           | 10           | 11           | 12           |              |
| Oui          | Oui          | Oui          | Oui          | Oui          | Oui          | Oui          | Oui          | Oui          | Oui          | Oui          | Oui          |              |
| Saison 6     |              |              |              |              |              |              |              |              |              |              |              |              |
| 01           | 02           | 03           | 04           | 05           | 06           | 07           | 08           |              |              |              |              |              |
| Oui          | Oui          | Oui          | Oui          | Oui          | Oui          | Oui          | Oui          |              |              |              |              |              |